# Ehrenberg (Hildburghausen)
Pour les articles homonymes, voir Ehrenberg.
Ehrenberg est une commune allemande de l'arrondissement de Hildburghausen, Land de Thuringe.

## Géographie
Le territoire d'Ehrenberg est délimité au nord par la Schleuse.
|                |           | Kloster Veßra |
| Grimmelshausen | Ehrenberg |               |
|                | Reurieth  |               |

Ehrenberg se trouve sur la Bundesstraße 89.

## Histoire
Ehrenberg est mentionné pour la première fois en 1141.
Ehrenberg est la scène d'une chasse aux sorcières entre 1614 et 1680. Deux femmes font l'objet d'un procès. En 1680, l'une est exécutée.
Pendant la guerre de Trente Ans, en 1634, le village est partiellement détruit par des soldats en maraude.

## Source, notes et références
- (de) Cet article est partiellement ou en totalité issu de l’article de Wikipédia en allemand intitulé « Ehrenberg (bei Hildburghausen) » (voir la liste des auteurs).